# Derolus kraatzi
Derolus kraatzi es una especie de escarabajo longicornio del género Derolus, tribu Cerambycini, subfamilia Cerambycinae. Fue descrita científicamente por Jordan en 1903.

## Descripción
Mide 8,5-14 milímetros de longitud.

## Distribución
Se distribuye por Camerún, Gabón y Guinea Ecuatorial.